# Sale, Victoria
Sale là một thành phố trong bang Victoria, Úc. Đây là thủ phủ của Shire of Wellington cũng như Giáo phận Công giáo Sale và Giáo phận Anh giáo Gippsland. Thành phố có dân số 13.336 người (năm 2006). Sale đã phát triển và tái phát triển trong thập kỷ qua, một ví dụ là dự án tái phát triển nhiều triệu đô của cảng Sale. Thành phố có cự ly cách thủ phủ bang Melbourne 212 km.

## Khí hậu
Sale có khí hậu ôn đới đại dương (Cfb) với mùa hè ấm áp, mùa thu ôn hòa và mùa đông mát mẻ.
| Dữ liệu khí hậu của Sale                  | Dữ liệu khí hậu của Sale | Dữ liệu khí hậu của Sale | Dữ liệu khí hậu của Sale | Dữ liệu khí hậu của Sale | Dữ liệu khí hậu của Sale | Dữ liệu khí hậu của Sale | Dữ liệu khí hậu của Sale | Dữ liệu khí hậu của Sale | Dữ liệu khí hậu của Sale | Dữ liệu khí hậu của Sale | Dữ liệu khí hậu của Sale | Dữ liệu khí hậu của Sale | Dữ liệu khí hậu của Sale |
| Tháng                                     | 1                        | 2                        | 3                        | 4                        | 5                        | 6                        | 7                        | 8                        | 9                        | 10                       | 11                       | 12                       | Năm                      |
| ----------------------------------------- | ------------------------ | ------------------------ | ------------------------ | ------------------------ | ------------------------ | ------------------------ | ------------------------ | ------------------------ | ------------------------ | ------------------------ | ------------------------ | ------------------------ | ------------------------ |
| Cao kỉ lục °C (°F)                        | 44.6 (112.3)             | 44.4 (111.9)             | 40.4 (104.7)             | 35.9 (96.6)              | 28.3 (82.9)              | 23.2 (73.8)              | 24.0 (75.2)              | 28.3 (82.9)              | 33.0 (91.4)              | 34.7 (94.5)              | 39.8 (103.6)             | 40.8 (105.4)             | 44.6 (112.3)             |
| Trung bình ngày tối đa °C (°F)            | 25.4 (77.7)              | 25.3 (77.5)              | 23.5 (74.3)              | 20.3 (68.5)              | 16.8 (62.2)              | 14.3 (57.7)              | 13.8 (56.8)              | 15.0 (59.0)              | 17.0 (62.6)              | 19.2 (66.6)              | 21.2 (70.2)              | 23.4 (74.1)              | 19.6 (67.3)              |
| Tối thiểu trung bình ngày °C (°F)         | 12.8 (55.0)              | 13.2 (55.8)              | 11.4 (52.5)              | 8.6 (47.5)               | 6.3 (43.3)               | 4.2 (39.6)               | 3.2 (37.8)               | 4.1 (39.4)               | 5.6 (42.1)               | 7.5 (45.5)               | 9.5 (49.1)               | 11.3 (52.3)              | 8.1 (46.6)               |
| Thấp kỉ lục °C (°F)                       | 3.9 (39.0)               | 3.3 (37.9)               | 2.8 (37.0)               | −1.7 (28.9)              | −4.2 (24.4)              | −4.5 (23.9)              | −6.6 (20.1)              | −5.6 (21.9)              | −3.7 (25.3)              | −1.0 (30.2)              | 1.3 (34.3)               | 2.2 (36.0)               | −6.6 (20.1)              |
| Lượng Giáng thủy trung bình mm (inches)   | 45.5 (1.79)              | 41.7 (1.64)              | 48.8 (1.92)              | 48.1 (1.89)              | 52.0 (2.05)              | 46.0 (1.81)              | 41.0 (1.61)              | 46.0 (1.81)              | 52.2 (2.06)              | 58.1 (2.29)              | 62.7 (2.47)              | 54.0 (2.13)              | 595.9 (23.46)            |
| Số ngày giáng thủy trung bình             | 8.5                      | 7.7                      | 8.9                      | 10.3                     | 12.1                     | 13.4                     | 14.0                     | 14.7                     | 14.4                     | 14.0                     | 12.0                     | 10.3                     | 140.3                    |
| Độ ẩm tương đối trung bình buổi chiều (%) | 51                       | 53                       | 54                       | 56                       | 63                       | 66                       | 64                       | 59                       | 59                       | 58                       | 56                       | 54                       | 58                       |
| Số giờ nắng trung bình tháng              | 237.3                    | 217.5                    | 192.1                    | 172.3                    | 138.4                    | 124.3                    | 141.3                    | 161.0                    | 178.0                    | 197.8                    | 211.9                    | 223.2                    | 2.195,1                  |
| Nguồn:                                    |                          |                          |                          |                          |                          |                          |                          |                          |                          |                          |                          |                          |                          |